# 176 Iduna
176 Iduna è un asteroide discretamente massiccio della fascia principale del sistema solare; la sua composizione è probabilmente analoga a quella di Cerere, l'asteroide maggiore della fascia.

## Storia
Iduna è stato scoperto dall'astronomo danese Christian Heinrich Friedrich Peters il 14 ottobre 1877; deve il suo nome al club Ydun di Stoccolma, che ospitò una conferenza di astronomia cui forse intervenne lo stesso Peters.

### Osservazione dalla Terra
Un'occultazione stellare da parte di Iduna è stata osservata nei cieli del Messico il 17 gennaio 1998.